# Chemsex

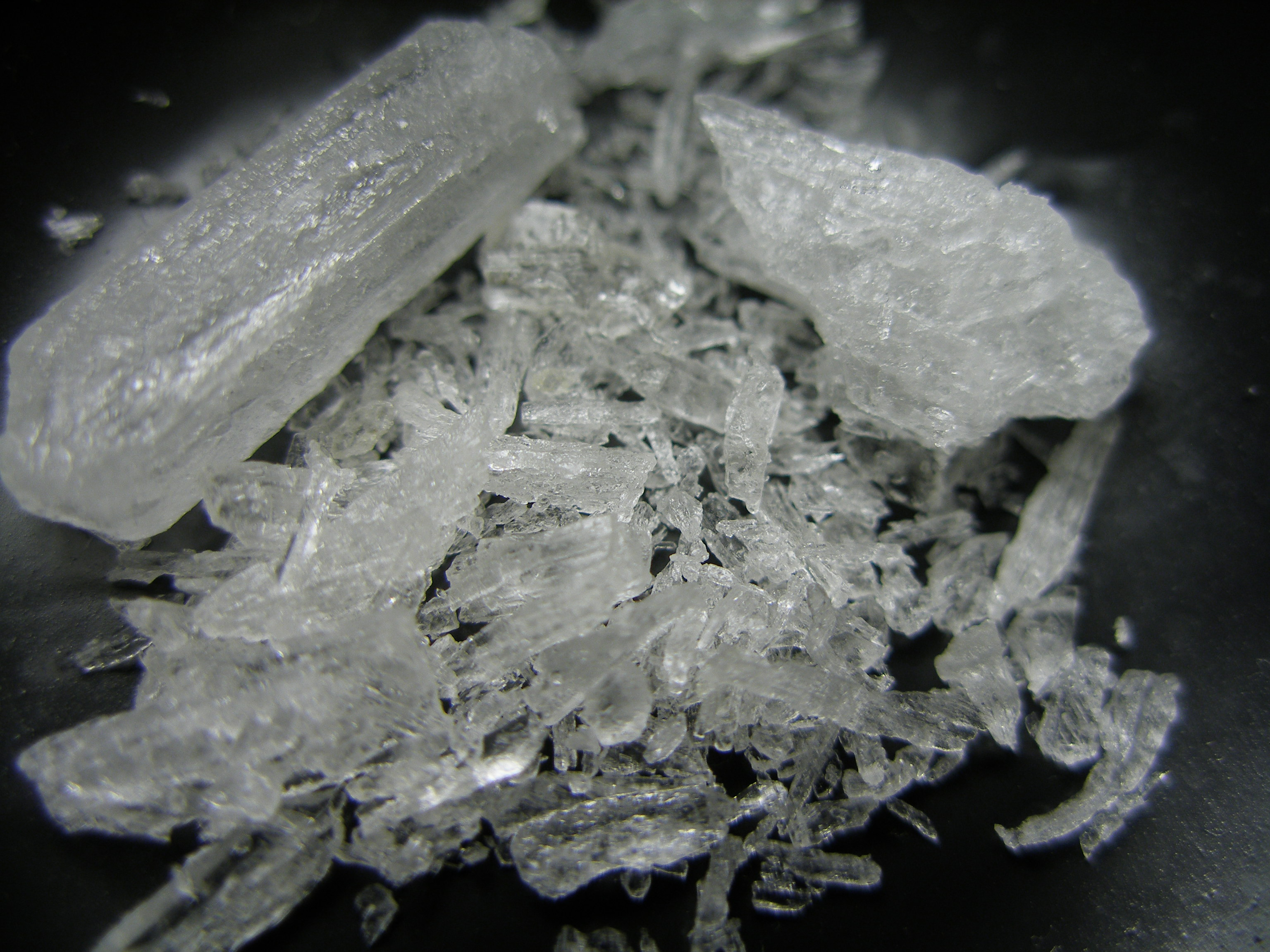
Crystal Meth

Unter Chemsex, auf Englisch umgangssprachlich in den Vereinigten Staaten auch Party and Play (PnP) oder im Vereinigten Königreich High and Horny (HH), wird der menschliche Sexualverkehr unter dem Einfluss von synthetischen Drogen ("chems") verstanden. Verwendet werden häufig Substanzen wie GHB/GBL, Mephedron, Ketamin und Crystal Meth. Teilweise werden auch Poppers hinzugezählt. Das Phänomen ist weltweit in der Schwulenszene verbreitet.
Eine Studie unter Männern, die Sex mit Männern haben, in Deutschland zeigt, dass Chemsex häufig praktiziert wird, um Intimität und die sexuelle Lust durch das Rauschgefühl zu verstärken. Oft wird der Sex ohne Kondom, ungeschützt oder durch Schutz mit PrEP praktiziert oder Therapie als Prävention (TasP). Manche Ärzte und Praktizierende stellen Chemsex in den Zusammenhang mit einer höheren Wahrscheinlichkeit, sich mit Geschlechtskrankheiten anzustecken. Steigende Infektionsraten bei HIV wurden mit schwulen Chemsexpartys in Verbindung gebracht.
Seit 2016 findet mit dem European Chemsex Forum eine Konferenz statt, die sich diesem Thema widmet.

## Dokumentationen
- Chemsex (2015) von William Fairman und Max Gogarty.[11]
- BBC News: The rise of 'chemsex' on London's gay scene. (2015) von Mobeen Azhar[12]